# Дамодара (индуизм)
Дамода́р(а) (IAST: Dāmodara) — одно из имён Кришны или Вишну в индуизме. Упоминается как 367-е имя Вишну в «Вишну-сахасранаме». Существует два основных значения этого имени:
- Господь, когда Он был обвязан верёвкой (даама) за талию (удара) — имеется в виду божественная лила Кришны в которой мать Яшода связала его верёвкой после того как он напроказничал.
- Тот, кого можно только познать умом очищенным (удара) с помощью самоконтроля (дама).

В известном бхаджане «Дамодараштака» Кришна прославляется как Дамодара. Его упоминает в «Падма-пуране» Сатьяврата в беседе с Нарадой и Шаунакой. Этот бхаджан обычно поют в месяц картика и он пользуется особой популярностью среди кришнаитов.